# Patesi

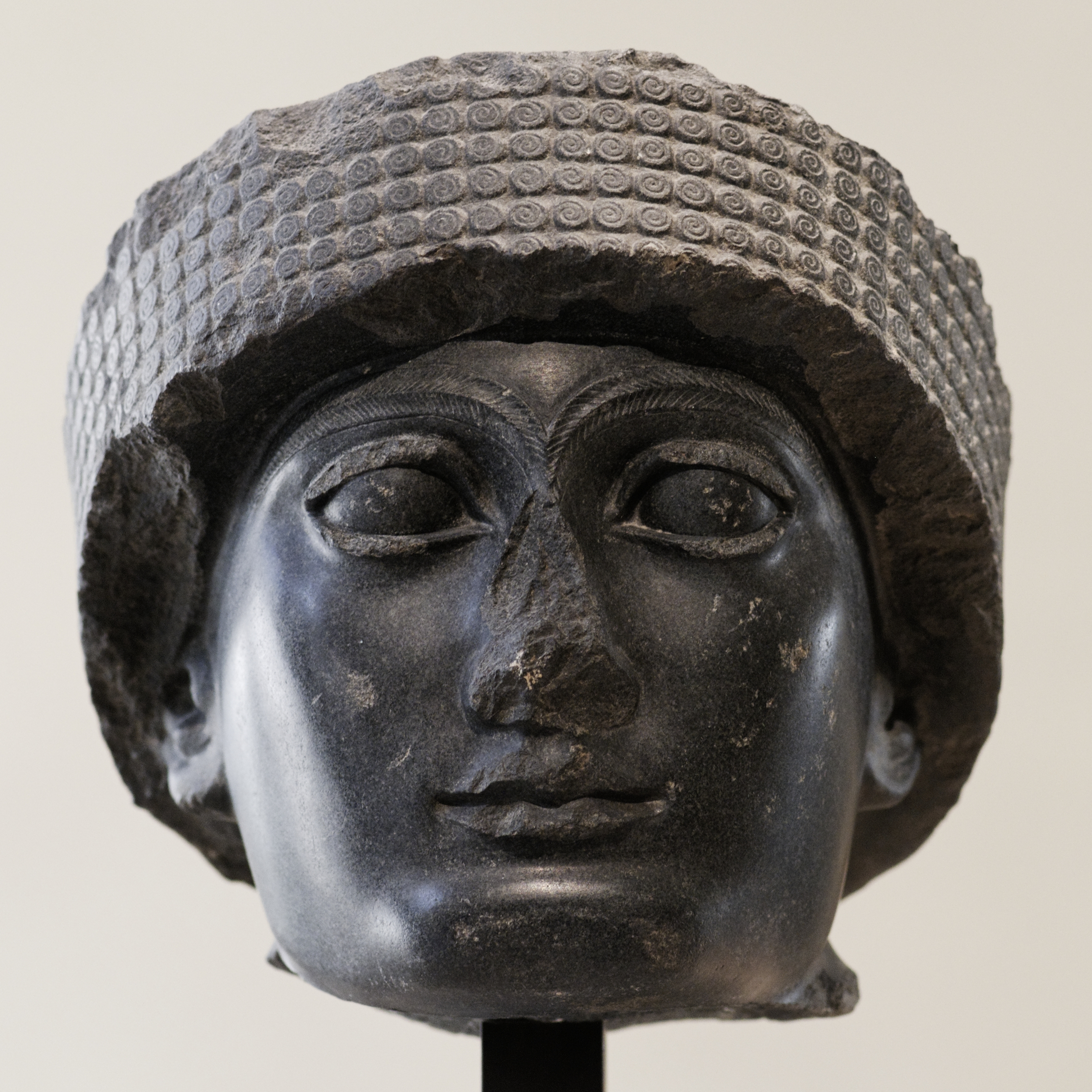
Escultura del cap de Gudea, Ensi de Lagaix, al Museu del Louvre.

Patesi o ensi va ser el títol que se'ls atribuïa als governants de les antigues ciutats estat sumèries. El patesi va ser el governador del bressol de les civilitzacions (Mesopotàmia).

## Origen
La paraula ensi, transliterada com, patesi prové probablement del sumeri en-si-k, 'senyor dels camps'.

## Característiques
El patesi, se situava a la cúspide de l'elit social, econòmica, política i religiosa-sacerdotal de la seva ciutat. Tenia alts càrrecs militars, administratius i polítics a més de diverses funcions.
D'una banda, tenia càrrecs administratius, part important de la distribució dels recursos, que era la seva responsabilitat. A més, era el màxim exponent polític i summe governant de la seva Ciutat i de la regió que aquesta dominés o influís.
Aquest títol assenyala a un rei allunyat de la guerra i consagrat a la religió, la literatura i les bones obres, és aquesta la raó per la qual el patesi, tenia també alts càrrecs sacerdotals, pontificals i religiosos. Tenia accés als temples i liderava l'elit dels alts sacerdots.
Malgrat això, tenia el més alt càrrec militar. Tots els exèrcits i tropes de la ciutat, estaven al comandament d'un general. Aquests generals estaven tots sota la seva subordinació, no obstant això, tenien un cert poder limitat de decisió i autonomia. El patesi també anava al capdavant de tota tropa o exèrcit en cas de conflictes bèl·lics.

## Història

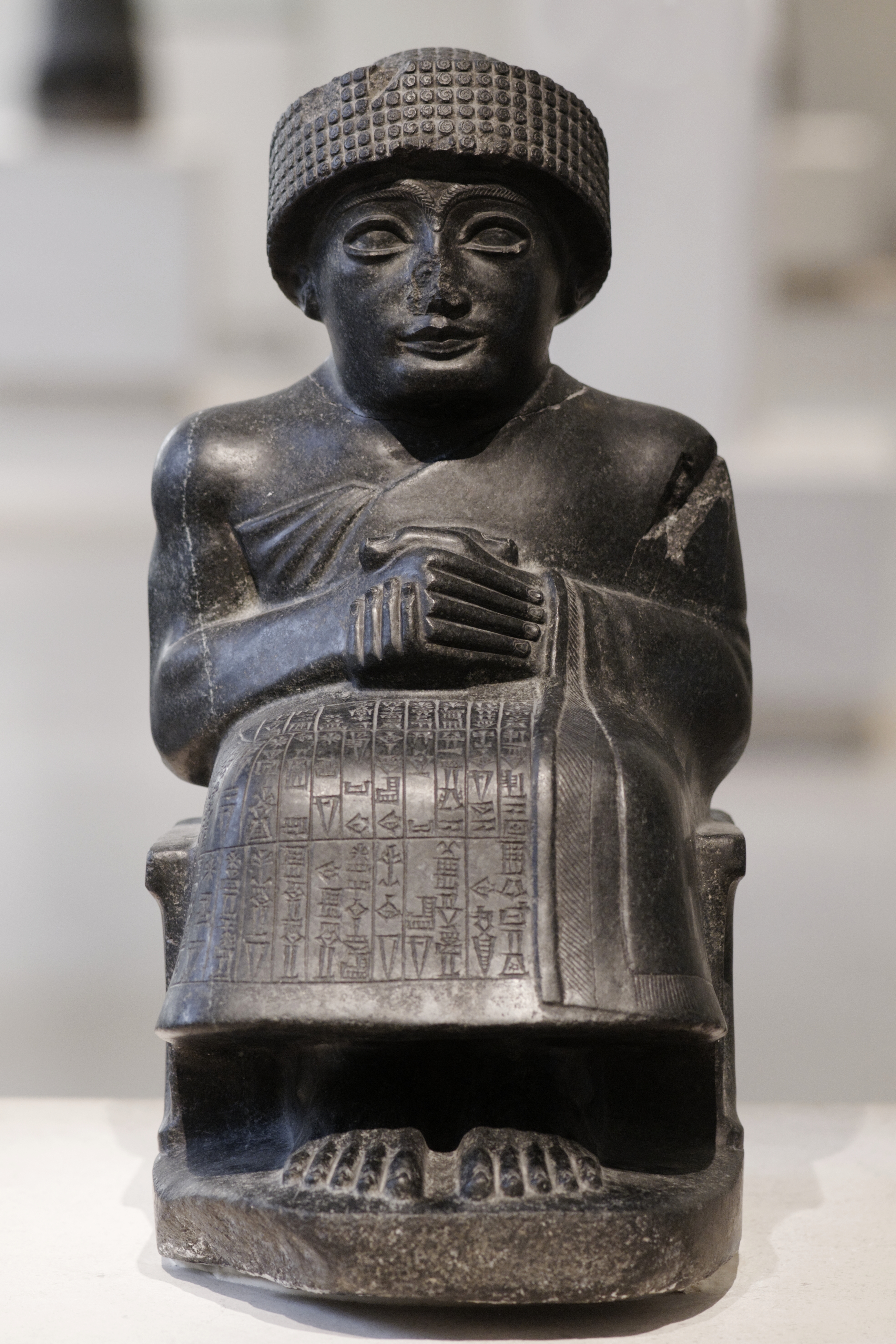
Estàtua sedent del príncep Gudea, patesi o ensi de la ciutat estat sumèria de Lagaix, del 2144 aC. al 2124 aC.

El títol va desaparèixer durant la dominació accàdia i l'annexió de Sumèria i de totes les seves ciutats estat, com a part de l'Imperi Accadi. No obstant això, va ressorgir quan Urbaba va heretar el tron de la Segona Dinastia de Lagaix, governant entre 2164 aC. i 2144 aC.; dinastia que va sorgir després de la caiguda de l'imperi accadi davant la dominació dels gutis, i va constituir el retorn de les "ciutats estat" (Renaixement Sumeri).
Una vegada finalitzada l'hegemonia de Lagash, davant la derrota de l'ensi Nammahni, enfront de les forces de Ur-Nammu (rei d'Ur, fundador de la Tercera Dinastia de Ur i de l'imperi d'Ur), Lagash va passar al domini de l'Imperi d'Ur III, i el títol d'ensi, desapareix per sempre.

## Patesisimportants
- Urbaba, Ensi de Lagash (2164 aC. - 2144 aC.): forjador de l'hegemonia de Lagaix a Sumèria.
- Gudea, Ensi de Lagash (2144 aC. - 2124 aC.): reformador de les lleis de Lagaix, durant el seu govern la ciutat va veure la seva etapa de major esplendor.